# Plectiscidea melanocera
Plectiscidea melanocera là một loài tò vò trong họ Ichneumonidae.